# Gwigwi Mrwebi
 Benjamin Bolanti „Gwigwi“ Mrwebi (* 5. Dezember 1919 in Germiston, Südafrika; † 1973 in den Vereinigten Staaten) war ein südafrikanischer Saxophonist des Township Jive und Jazz.

## Leben und Wirken
Mrwebi spielte zunächst Anfang der 1950er Jahre als Altsaxophonist und Klarinettist bei den Gruppen The Jazz Maniacs (mit Kippie Moeketsi) und mit seinen Harlem Swingsters (Einspielung unter anderem seiner Komposition E-Qonce), bevor er 1954 als Benny G. Mwrebi [sic] and the Harlem Swingsters mit Taai Shomang für Troubadour Records erste Titel einspielte. 1956 entstand für dieses Label ein Album unter dem Namen Gwi Gwi and his Gwigzas. 1958 und 1960  nahm er mit den Jazz Dazzlers (zu denen Kippie Moeketsi, Hugh Masekela und Jonas Gwangwa gehörten) eigene Stücke für das Gallo-Label auf. Nachdem er das Stück Gwigwi geschrieben hatte, war er auch als Bra Gwigwi bekannt; zuvor trat er als Benny Mrwebi auf. Zudem war er Gründungsmitglied der Musikergewerkschaft Union of South African Artists und als Vertriebsmanager für das Magazin Drum tätig. Weiterhin gehörte er zu Gruppen wie The Three Jazzolomos.
Mrwebi ging 1960 mit der Tourneebesetzung des Musicals King Kong von Johannesburg nach London; in dem Stück war er der Erzähler und Klarinettist. Aufgrund der Apartheidbedingungen in Südafrika blieb er 1961 in London. Dort spielte er zahlreiche Radio-Shows für den BBC World Service Africa in den späten 1960er Jahren. 1966 nahm er das (nach dem südafrikanischen Musikstil benannte) Album Kwela (1967) mit den Musikern Chris McGregor, Dudu Pukwana, Ronnie Beer, Coleridge Goode und Laurie Allan auf, welches 2006 unter dem Namen Mbaqanga Songs wiederveröffentlicht wurde. Er ging dann nach Boston, um mit einem Stipendium der von Hugh Masekela gegründeten amerikanischen Plattenfirma Chisa Records am Berklee College of Music zu studieren.
Nach Mrwebi ist eine Straße in Johannesburg benannt.